# KV Svalbard
KV Svalbard (W303) – patrolowiec i lodołamacz Norweskiej Straży Wybrzeża. Został zbudowany przez Langsten AS w stoczni Tangen Verft w Kragerø i zwodowany 17 lutego 2001 roku. Został ochrzczony 15 grudnia 2001 r. w Tomrefjord z ówczesną Minister Obrony Kristin Krohn Devold jako matką chrzestną. Przekazany Straży Wybrzeża 18 stycznia 2002 roku. Wszedł do służby w połowie 2002 r., mając za port macierzysty Sortland. Jego głównymi zadaniami są patrole wód na północ od Norwegii, Morza Barentsa oraz dookoła wysp Svalbard.
KV „Svalbard” jest największym co do tonażu norweskim okrętem. Został zaprojektowany, aby zaopatrywać 3 inne okręty Norweskiej Straży Wybrzeża, mogące transportować helikopter - patrolowce typu Nordkapp. Jest wyposażony w system chroniący przed bronią ABC ze stałym nadciśnieniem i zdolny do łamania lodu dziobem, rufą oraz awaryjnego holowania statków do 100 000 ton. Ze względu na ogólny brak lodu wokół norweskiego wybrzeża, KV „Svalbard” jest jedynym norweskim okrętem zdolnym do łamania lodu.
9 lipca 2007 r. Canadian Broadcasting Corporation doniosło, że Premier Kanady Stephen Harper ogłosił, iż Kanada zbuduje od sześciu do ośmiu arktycznych patrolowców dla Royal Canadian Navy o konstrukcji takiej samej jak „Svalbard”, lecz o wiele droższych w produkcji.